# Ardabíl (provincie)
Ardabíl (persky استان اردبیل‎; ázerbájdžánsky اردبیل) je ze severozápadních íránských provincií s početnou ázerbájdžánskou menšinou. Na severozápadě hraničí s Ázerbájdžánem a provinciemi Východní Ázerbájdžán, Zandžán a Gílán. Hlavním městem je Ardabíl. Provincie byla založena v roce 1993 odtržením východní části provincie Východní Ázerbájdžán a severní části provincie Gílán.